# 刻赤铁路桥
刻赤铁路桥（羅馬化：Kerchenskiy zheleznodorozhnyy most），或简称刻赤桥，是苏联在二战期间修建跨越刻赤海峡的跨海大桥，鏈接克拉斯諾達爾邊疆區的丘什卡沙嘴和在克里米亞蘇維埃社會主義自治共和國的克赤半島。全長4.5（2.8英里），為當時蘇聯全國最長。
1944年竣工，1945年毁于浮冰。